# Carl Bernstein
Carl Bernstein (14 de febrero de 1944) es un periodista estadounidense que, como reportero de investigación para The Washington Post junto con Bob Woodward, destapó la historia del Watergate y por consiguiente contribuyó a la dimisión de Richard Nixon, presidente de Estados Unidos. La labor de ambos fue reconocida con el premio Pulitzer (máximo galardón periodístico estadounidense).
Como parte de ese reconocimiento fue invitado a varios países. En Argentina, durante la década de 1990, la revista Noticias le pidió que escribiera acerca de la política local.

## Trayectoria
Ha escrito en:
- Time,
- USA Today,
- Rolling Stone,
- The New Republic.
- Fue jefe de corresponsales para ABC News en Washington.
- En The Washington Post, también fue crítico de rock y escribió algunas ocasionales notas de música.
- Es editor colaborador de la revista Vanity Fair.

Bernstein comenzó a trabajar para The Washington Post en 1966 y desempeñó un papel principal junto con Bob Woodward durante el escándalo Watergate. Fue el primero en sospechar que Nixon hizo una parte y encontró la prueba que unía al presidente con el robo.
Después de dejar Washington Post en 1976, desempeñó el cargo de jefe de la oficina de Washington y corresponsal de ABC News; enseñó en la Universidad de Nueva York y colaboró con la revista Time. 
No se dio cuenta del éxito post Watergate igual que lo hizo Woodward; sus frecuentes apariciones en las columnas de chismes (a consecuencia del libro escrito por su segunda esposa, la guionista Nora Ephron), su arresto por conducir ebrio y las citas con celebridades de Hollywood eclipsaron sus logros profesionales.
No fue invitado por la propietaria del Washington Post, Katharine Graham, a la fiesta del 70° aniversario del periódico, lo que fue considerado un desaire a los aportes de Bernstein para convertir el periódico en una cabecera de talla internacional.

## Libros
Bernstein es coautor, con Woodward, de dos libros:
- Todos los hombres del Presidente ("All the President's men"), que detalla los éxitos y fracasos de sus esfuerzos periodísticos para desenmarañar el escándalo, y
- Los últimos días ("The Final Days"), un recuento de los meses finales de la presidencia de Nixon. Su contribución a este volumen fue cuestionada por Woodward: "No fue el momento más productivo para Carl", y rechazó ofertas para trabajar de nuevo juntos en columnas de investigación o nuevos libros.

Fue coautor de "Su Santidad Juan Pablo II y la historia oculta de nuestro tiempo", junto a Marco Politi, especialista en temas del Vaticano. Declaró que creía que los soviéticos vieron al Papa como una seria amenaza para su supervivencia y la del comunismo en general, y cree que la caída del comunismo en Europa se debió a los trabajos subterráneos del pontífice.
Tras la revelación, en mayo de 2005, de la identidad de Garganta Profunda ("Deep Throat"), Bernstein contribuyó, aunque no figura como coautor, al libro de Woodward "El hombre secreto", que describe la relación de su colega con Mark Felt. Escribió una nota (anunciada en tapa) con el título "La valoración de un periodista".
Ha escrito una biografía de Hillary Rodham Clinton, "Una mujer al cargo: La vida de Hillary Rodham Clinton". Su testimonio fue incluido en un documental de la TV estadounidense acerca de la canciller, esposa del expresidente.

### Obras
- El escándalo Watergate, (1974). Editorial Euros, Barcelona, España, ISBN 84-7364-006-3 (374 páginas). Reeditado como Todos los hombres del presidente, ISBN 0-671-21781-X; en el 25° aniversario (1999) ISBN 0-684-86355-3
- Los últimos días / The Final Days (acerca de la renuncia de Richard Nixon); (1976) ISBN 0-671-22298-8
- Lealtades. Memorias de un hijo / Loyalties. A son's memoir (1990). ISBN 0671695983 (10) ISBN 978-0671695989 (13)
- Su Santidad. El Papa Juan Pablo II y la historia de su tiempo / His Holiness. John Paul II and the Hidden History of Our Time (1996) En coautoría con Marco Politi; Doubleday/Ed. Norma, Bogotá. ISBN 958-04-3537-7 (616 páginas).
- Una mujer a cargo. La vida de Hillary Clinton / A Woman in Charge. The Life of Hillary Rodham Clinton. Publicado por Alfred A. Knopf, junio de 2007. ISBN 0700615857 (10) ISBN 978-0700615858 (13)